# بافل لونجين
بافل لونجين هو مخرج روسي ولد في 12 يوليو 1949.